# 祖安·文奴爾·奧利華拉
祖安·文奴爾·奧利華拉·盧比斯（西班牙語：Juan Manuel Olivera Lopez，1981年8月14日—），出生于烏拉圭聖費爾南多，烏拉圭职业足球运动员，司職前鋒。

## 生涯
2005年曾獲得聯賽神射手獎項。
2009年1月9日，他由巴拉圭球會自由隊轉投智利球會智利大學。
2009年1月曾替智利大學奪得智利足球甲級聯賽冠軍。

## 球會歷史
- 丹奴比奥 2001-2004
- 聖羅倫素 2004 - 借用
- 藍十字 2005
- 智利大學 2005 - 借用
- 丹奴比奥 2006
- 水原藍翼 2006-2007
- 上海國際 2007
- 自由隊 2008
- 智利大學 2009-